# Lauchertgraben

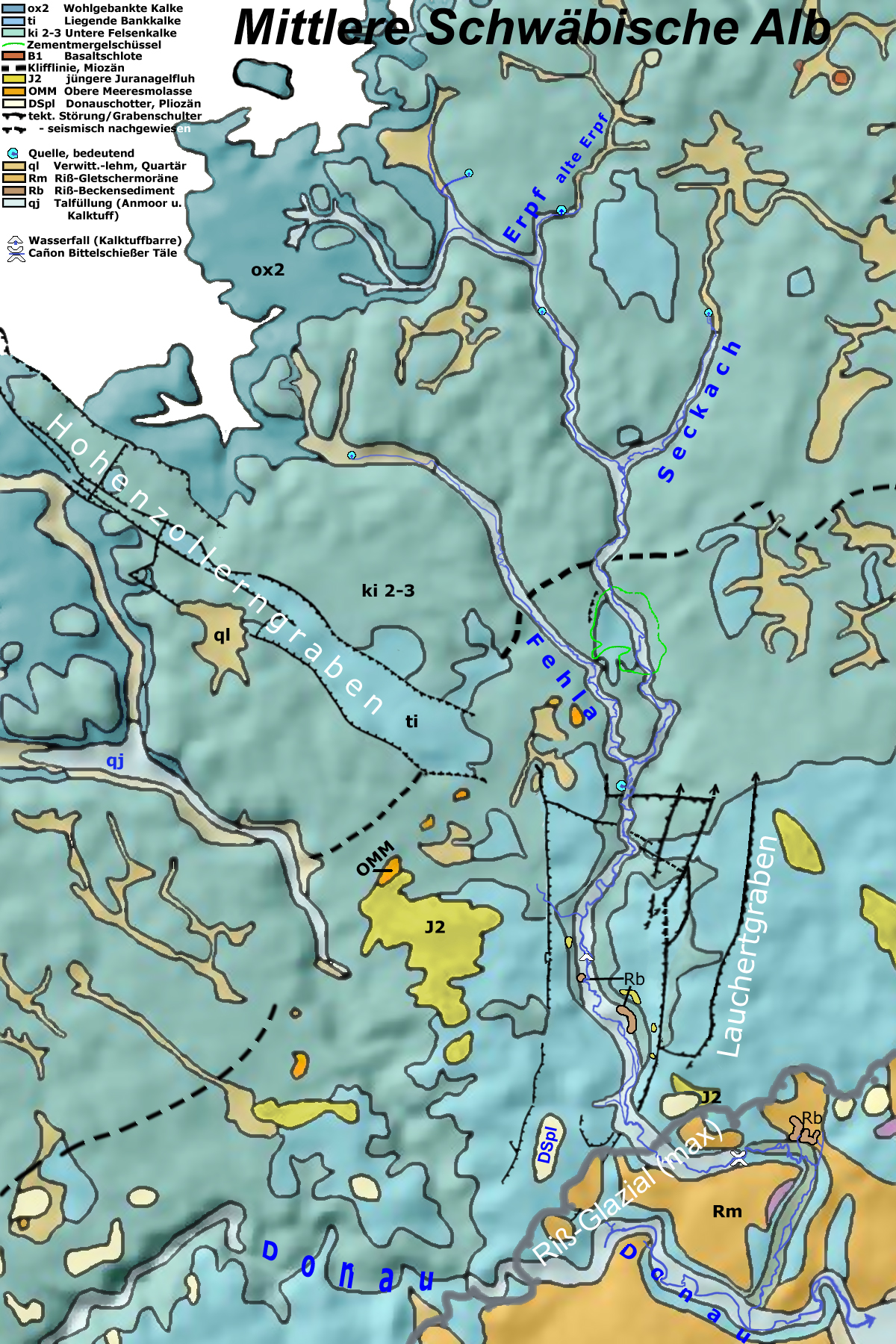
Mittlere Schwäbische Alb mit markierten Randstörungen von Hohenzollerngraben und Lauchertgraben

Der sichtbare Lauchertgraben ist ein rund elf Kilometer langer miozän-pliozäner, rheinisch (d. h. Süd/Nord) streichender, tektonischer Graben auf der Mittleren Schwäbischen Alb. Der Graben ist zwischen Veringenstadt und der Ruine Hertenstein (südlich von Jungnau, wo die Straße nach Sigmaringen ansteigt, und die Lauchert nach Osten abbiegt) morphologisch als Eintiefung deutlich ausgeprägt. Fortsetzungen nach Süden und nach Norden von Veringenstadt bis nahezu nach Engstingen sind morphologisch nicht mehr wahrnehmbar; sie sind aber seismisch nachgewiesen und in geologische Kartenwerken eingezeichnet.

## Morphologie

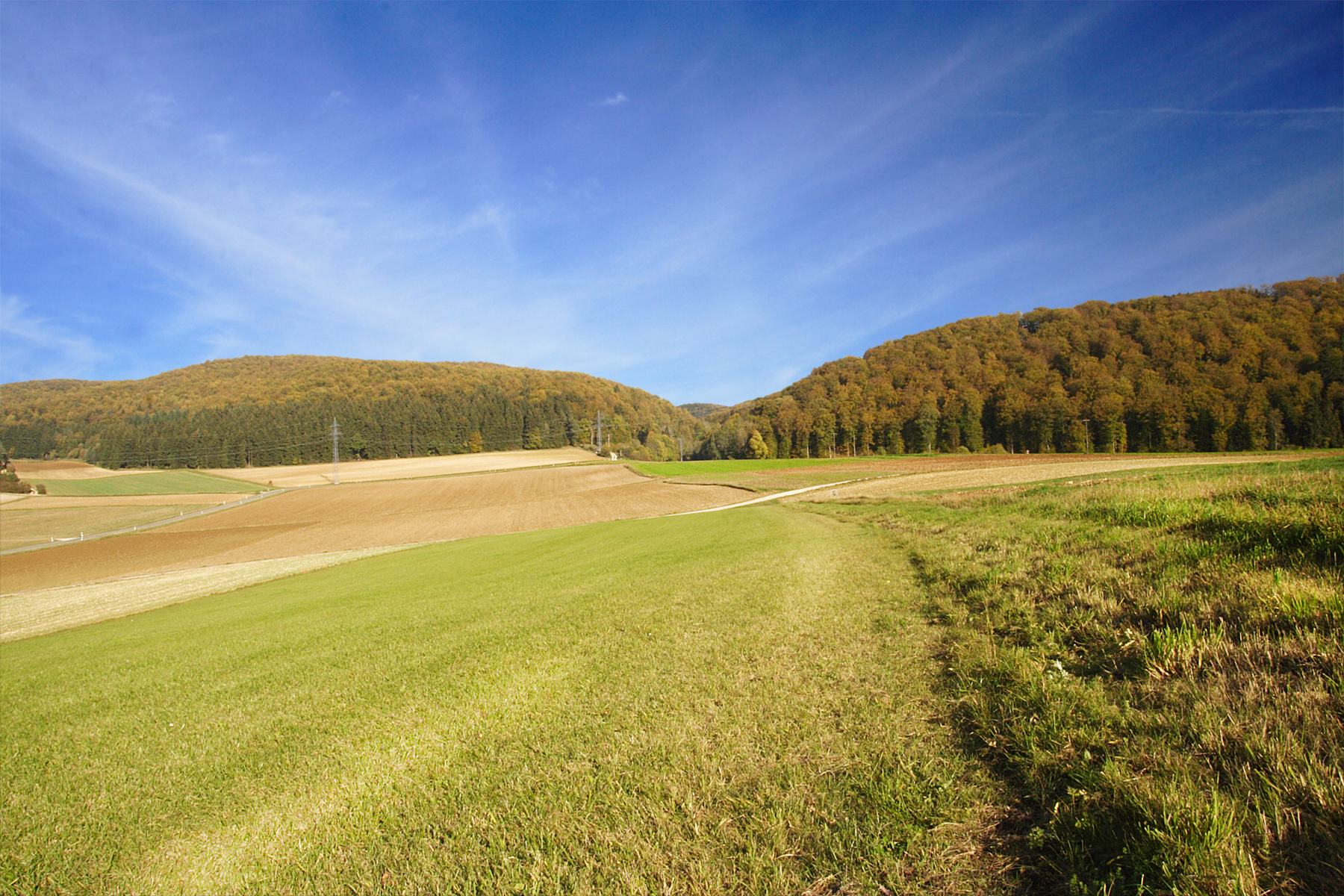
Gewann „Brachfeld“, Straße Veringendorf-Hochdorf. Erste östliche Randstörung des Lauchertgrabens, max. der Sprunghöhe von 100 m

In der GeoKarte 7821, Veringenstadt, 1978, sind eine westliche und zwei östliche Randstörungen kartiert. Die westliche Randstörung des Grabens ist wesentlich älter als die östlichen Störungen und heute nur noch flexurartig ausgebildet. Die erste der beiden östlichen, staffelbruchartig erscheinenden Randstörungen ist dagegen – zum Teil auch von Anhöhen im Laucherttal – immer noch deutlich sichtbar.
Der auch als „Trochtelfinger Verwerfung“ bezeichnete Abschnitt ab Gammertingen nach Norden bis Engstingen ist nicht mehr morphologisch sichtbar, sondern nur noch seismisch nachgewiesen.

## Geologie und Datierung
Ab Gammertingen verläuft die Lauchert in diesem Graben. In Veringenstadt vergittern sich Störungen des Lauchertgrabens und solche des von Westen auslaufenden Hohenzollerngrabens. Die Lauchert hat hier in drei Schlingen einen engen Durchbruch durch mächtige Felsriegel geschaffen.
Die beiden Grabensysteme hängen tektonisch zusammen, darauf weisen herzynisch streichende Bruchstörungen des Hohenzollerngrabens im rheinisch streichenden Lauchertgraben um Veringenstadt hin. Über die beiden Gräben und ihre Vergitterungen gibt es aber bisher nur wenig gesichertes Wissen. Das absolute Alter des Lauchertgrabens und die Altersbeziehung der beiden Gräben zueinander ist nach wie vor nicht sicher (Stand: 2011). Neuere Veröffentlichungen gehen davon aus, dass der Lauchertgraben etwas älter als der Zollerngraben ist.
Im Graben sind ein Schleier stark verwitterter Streu-Schotter einer Urdonau, sowie noch ältere Schichten verbackener Schotter (Jura-Nagelfluh) einer Urlauchert kartiert worden (Siehe „DSpl“ und „J2“ in der Graphik der geologischen Karte oben).

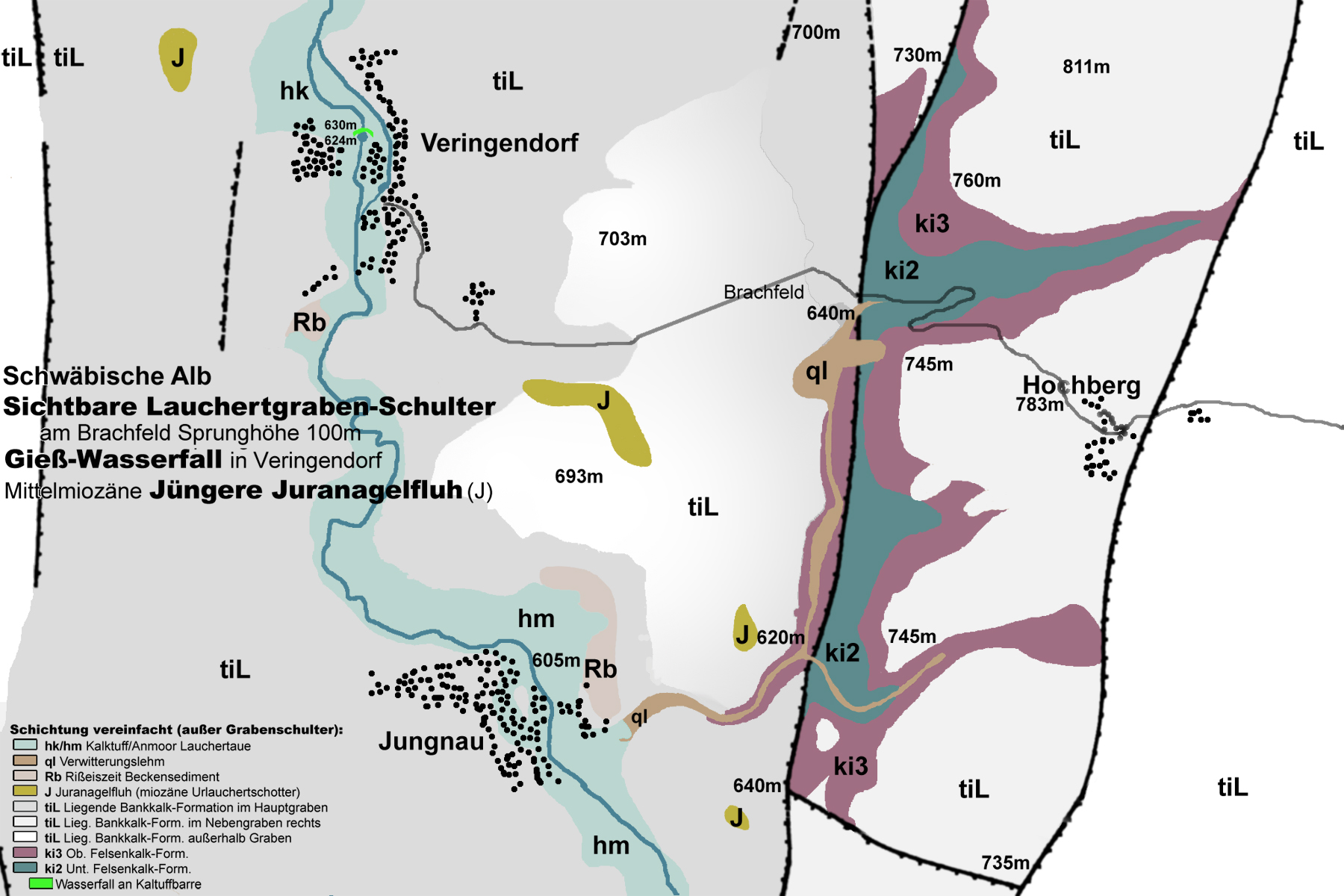
Vereinfachte Graphik geologischer Merkmale von Lauchertgraben, Donauschotter und min. 15Ma alter Jura-Nagelfluh (J)

Golwer (1978) formuliert die lithostratigraphische und die geochronologische Einordnung der östlichen Randstörungen wie folgt: „Im Lauchertgraben 1,5 km südwestlich Jungnau liegen die Donaugerölle um rund 50 m tiefer als östlich der Randstörung am Südwesthang vom Frauenstock“. Daher „[…] hat bereits Hennig (1926, S. 73) aus der unterschiedlichen Höhenlage der „pliozänen“ Donaugerölle ein postunterpliozänes Alter festgestellt.“ Da Golwer ohne Korrektur diese Angabe von 'Hennig 1926, S. 73' übernimmt, ist nach dem gegenüber früher korrigierten, heute allgemein gültigen geologischen Zeitskala-Standard „Std 2002“ von einem ober-miozänen Alter auszugehen.

### Visuelle Lokalisierung
Deutlich sichtbar sind die Randstörungen:
- Im E Jungnau beginnenden, nach N verlaufenden „Langes Tal“ und dessen Fortsetzung „Zimmertal“. Insbesondere zwischen den beiden Tälern im Gewann „Brachfeld“.
- Im Aufschluss des Schotterwerks Jungnau, 1 km SE Jungnau;
- An der engen, nur ca. 100 m breiten, Durchbruchstelle der südlichen Lauchert beim „Hertenstein“, (2,7 km S Jungnau); erkennbar an den südlich und nördlich als Talflanken stehenden Massenkalkfelsengruppen „Altes Schloss“/„Hertenstein“ und „Himbeertäle“ (beides geschützte Geotope).

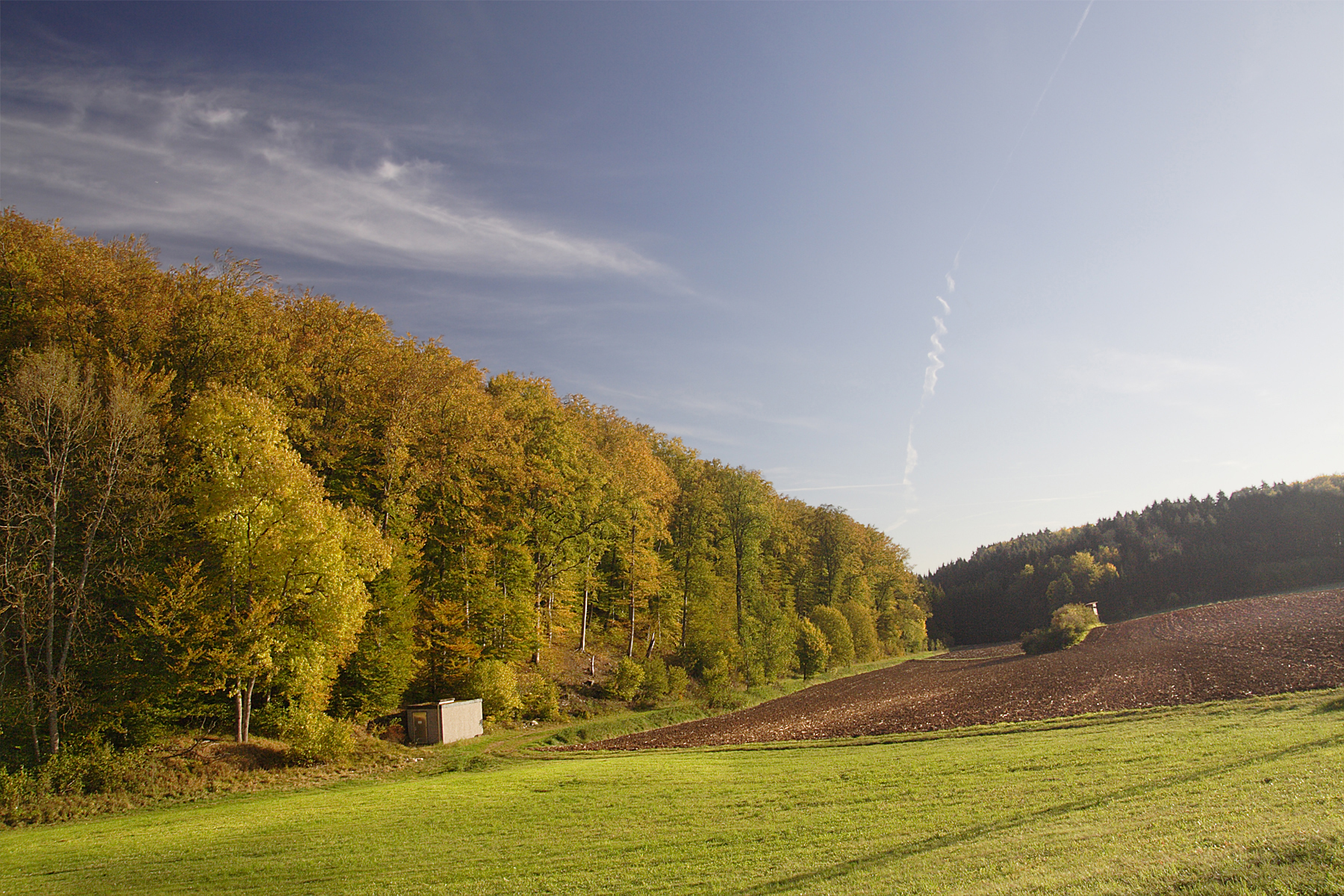
Markante östliche Abbruchkante des Lauchertgraben

Folgt man von Jungnau dem „Langes Tal“ nach Norden oder folgt in Veringendorf, für 1,6 km der Verbindungsstraße nach Osten, die aufwärts nach Hochberg führt, gelangt man auf eine baumlose Ebene, Gewann „Karge Halde“. Von dieser auch „Brachfeld“ genannten Ackerfläche aus erschließt sich auch dem ungeschulten Auge, dass der gegenüber liegende, steile, bewaldete Hang die Hauptstörung des Grabens mit einer Sprunghöhe von hier 100 m ist.
Wo die Straße die Grabenschulter durchsticht und in einem Trockental hinansteigt, ist die Bruchkante rechterhand durch den bewaldeten Steilhang und das nur leicht schräge offene Feld optisch außerordentlich deutlich. Die Bruchkante setzt sich von hier auch im fernen Tannenwald fort. Nur 2,1 km vom Standort südlich, sind im Aufschluss des „Schotterwerk Jungnau, Fa. Martin Baur GmbH“ mittels geologischer Störungsflächenanalysen (P/T-Methode) besonders zahlreiche rheinisch streichende „vorpliozäne“ Auf- und Abschiebungen gemessen worden.

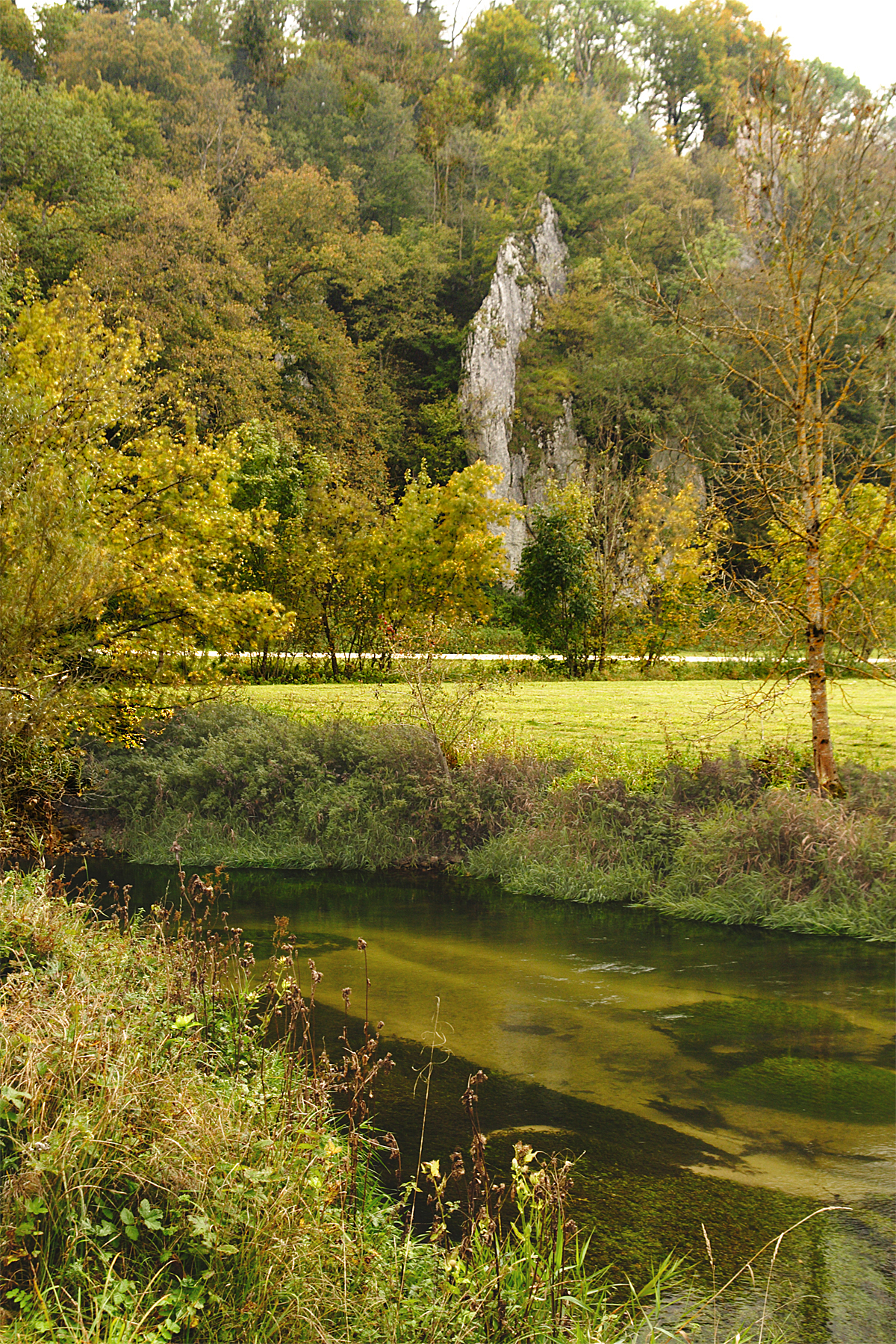
Durchbruch der Lauchert durch die östliche Randstörung am „Hertenstein“

Südlich Jungnau, am „Hertenstein“, dem südlichen Ende des abgesenkten Grabens, verlässt die Lauchert den Graben und biegt nach E. Sie hat die hier noch ca. 60 m hohe östliche Störung in einem engen Durchbruchtal (zwischen „Himbeertäle“ und „Altes Schloss“) überwunden.